# 拉克村 (印地安納州)
拉克村是一個位於美國印地安納州牛頓縣的普查規定居民點。在2010年美國人口普查中人口為765人。

## 歷史
拉克村在1876年成立。